# Boécourt
Boécourt is een gemeente en plaats in het Zwitserse kanton Jura, en maakt deel uit van het district Delémont.
Boécourt telt 833 inwoners.